# هاري جو براون
هاري جو براون (بالإنجليزية: Harry Joe Brown)‏ هو منتج أسطوانات وملحن ومنتج أفلام ومخرج أمريكي، ولد في 22 سبتمبر 1890 في بيتسبرغ في الولايات المتحدة، وتوفي في 28 أبريل 1972 في بالم سبرينغس في الولايات المتحدة بسبب مرض.

## وصلات خارجية
- هاري جو براون على موقع IMDb (الإنجليزية)
- هاري جو براون على موقع ألو سيني (الفرنسية)
- هاري جو براون على موقع أول موفي (الإنجليزية)
- هاري جو براون على موقع قاعدة بيانات الأفلام السويدية (السويدية)
- هاري جو براون على موقع قاعدة بيانات الفيلم (الإنجليزية)
- هاري جو براون على موقع كينوبويسك (الروسية)